# Личная жизнь следователя Савельева
«Ли́чная жизнь сле́дователя Саве́льева» (первоначальное название — «Кордо́н сле́дователя Саве́льева») — российско-украинский остросюжетный многосерийный детективный телевизионный художественный фильм режиссёра Сергея Крутина, снятый в 2012 году компанией «Пирамида» при участии Одесской киностудии.
Повествует о жизни полковника юстиции, старшего следователя по особо важным делам Следственного комитета РФ Николая Васильевича Савельева (роль исполнил актёр Дмитрий Марьянов).
Премьерный показ сериала на Украине начался 4 февраля 2013 года на телеканале «Украина» под названием «Кордон следователя Савельева», а на российском телевидении — 28 июля 2014 года на «Первом канале» под названием «Личная жизнь следователя Савельева».

## Сюжет
За плечами у старшего следователя по особо важным делам Следственного комитета РФ Николая Савельева — сотни раскрытых уголовных дел. Московское руководство готовит ему повышение. Он, неожиданно для всех, решает уйти в отставку и подаёт рапорт на отпуск с последующим увольнением. Не желая расставаться с ценным работником, начальник искусственно затягивает подписание рапорта.
Савельеву — сорок пять лет. В его личной жизни — сложный период. Жена из-за его любви к работе и нехватки внимания к ней ушла к другому, брак рушится, сын незаметно вырос и в восемнадцать лет уже не нуждается в советах отца. Чтобы разобраться в себе и отдохнуть от надоевшей работы Савельев уезжает из Москвы в родной провинциальный город Степановск. Здесь же, на лесном кордоне, названном в его честь, вдали от шумной столицы, он надеется осмыслить прошлое и кардинально изменить свой жизненный курс.
Но работа сама находит его. Попутно с решением личных и семейных проблем ему приходится выручать столичное начальство, местных коллег, знакомых и друзей, обращающихся к нему за помощью, и помогать им раскрывать многочисленные запутанные преступления.

## Список серий
Телесериал состоит из шестнадцати фильмов, каждый из которых включает две серии:
1. «Крест следователя Савельева» (серии 1—2)
2. «Морские узлы» (серии 3—4)
3. «Выкуп невесты» (серии 5—6)
4. «Охотники» (серии 7—8)
5. «Чистая вода» (серии 9—10)
6. «Риголетто» (серии 11—12)
7. «Сэппуку» (серии 13—14)
8. «Клоп» (серии 15—16)
9. «Налётчики» (серии 17—18)
10. «Просчёт в тактике» (серии 19—20)
11. «Гонка за наследником» (серии 21—22)
12. «Термос» (серии 23—24)
13. «Ферма» (серии 25—26)
14. «Любовь до гроба» (серии 27—28)
15. «Оборотень» (серии 29—30)
16. «Часы» (серии 31—32)

## В ролях
| Актёр               | Роль |
| ------------------- | --- |
| Дмитрий Марьянов    | Николай Васильевич Савельев, старший следователь по особо важным делам Следственного комитета, полковник юстиции; с девятнадцатой серии — полковник юстиции в отставке, консультант        |
| Любовь Толкалина    | Таисия Сергеевна Беликова, предпринимательница в Степановске |
| Нонна Гришаева      | Тамара Николаевна Савельева, жена / бывшая жена следователя Николая Савельева, банкирша |
| Михаил Жигалов      | Пётр Гаврилович Форафонтов («Форафонтыч»), старший егерь на Савельевском кордоне, друг следователя Николая Савельева                                                                       |
| Ада Роговцева       | Ангелина Степановна, тётя следователя Николая Савельева |
| Юрий Беляев         | Борис Борисович Колотов, друг и начальник Савельева в Следственном комитете в Москве, полковник юстиции; с девятнадцатой серии — генерал-лейтенант юстиции                                 |
| Михаил Досенко      | Михаил, сын Николая Васильевича и Тамары Николаевны Савельевых, студент, жених Дуси |
| Любава Грешнова     | Дуся, невеста Михаила Савельева |
| Евгений Ефремов     | Альберт Иванович Блохин, подполковник юстиции, старший следователь по особо важным делам в Степановске                                                                                     |
| Александр Андриенко | Фёдор Силуянович Черанёв, генерал-майор юстиции, государственный советник юстиции третьего класса, начальник следственного управления в Степановске, друг и одноклассник Николая Савельева |
| Игорь Салимонов     | Олег Викторович Аниканов, подполковник юстиции, следователь по особо важным делам в подмосковном Дмитрове                                                                                  |
| Александр Суворов   | Георгий Викторович Ратманов, капитан полиции в Степановске |
| Екатерина Кистень   | Елена Степановна Вурдова, сестра убитой преподавательницы общеобразовательного лицея № 9 в Дмитрове Зои Моисеевой (серии 1—2 «Крест следователя Савельева»)                                |
| Валерий Легин       | Борис Евгеньевич Белов, директор химчистки в Дмитрове, коллекционер, бывший муж убитой преподавательницы лицея Зои Моисеевой (серии 1—2 «Крест следователя Савельева»)                     |
| Дмитрий Лаленков    | Аркадий Ильич Сергеев, директор общеобразовательного лицея № 9 в Дмитрове, любовник убитой преподавательницы лицея Зои Моисеевой (серии 1—2 «Крест следователя Савельева»)                 |
| Алёна Колесниченко  | Ольга Павловна Суворова, старший лейтенант юстиции, следователь |
| Геннадий Скарга     | Аркадий Воронов, коллекционер, друг Таисии Беликовой |
| Александр Онищенко  | Орловский, эксперт-криминалист в Степановске |
| Сергей Сипливый     | Геннадий Сергеевич Орлов, коллекционер (серии 15—16 «Клоп») |
| Владимир Горянский  | Вещицкий, коллекционер (серии 15—16 «Клоп») |
| Римма Зюбина        | Лариса Алексеевна Горобец, актриса местного ТЮЗа, бывшая осуждённая (серии 15—16 «Клоп»)                                                                                                   |
| Даниил Спиваковский | Вадим Берестов, химик, учёный-фармацевт, заместитель директора НПО «Фармация» (серии 19—20 «Просчёт в тактике»)                                                                            |
| Сергей Калантай     | Карл Геттих, заместитель управляющего филиалом банка в Вене, воздыхатель Тамары Савельевой                                                                                                 |